# Hoogmolenbrug
De Hoogmolenbrug is een brug over het Albertkanaal in het zuiden van de Belgische gemeente Schoten. De brug is eigendom van NV De Scheepvaart. De Hoogmolenbrug is een belangrijke verbinding tussen het centrum van Schoten en zuidelijk gelegen gemeenten. In 2004 reden er dagelijks 1600 voertuigen over de brug. De brug heeft een doorvaarthoogte van 7,47 meter en een doorvaartbreedte van 48,79 m.

## Liggerbrug (1965-2022)

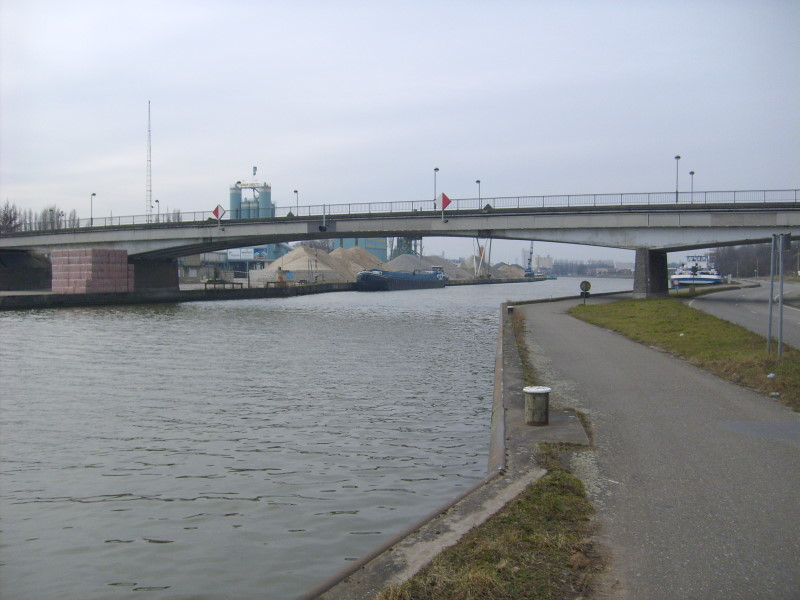
De liggerbrug (1965-2022).

In 1965 werd een liggerbrug gebouwd in spanbeton ter vervanging van een oudere baileybrug die gedurende de aanleg geopend bleef voor het verkeer. Deze oude brug lag ten oosten van de liggerbrug. Die bestond uit drie overspanningen: twee zijoverspanningen over de wegen naast het kanaal, en een middenoverspanning van 61 m over het Albertkanaal.

## Boogbrug (2022)
Om in de toekomst duwvaartkonvooien tot 9000 ton op het Albertkanaal toe te laten, moest het kanaal in een tweede modernisering tussen Wijnegem en de haven van Antwerpen verbreed en verdiept worden. Tegelijkertijd moesten vijf bruggen op het traject worden aangepast tot een minimum doorvaarthoogte van 9,10 meter.
Dit project van de Beheersmaatschappij Antwerpen Mobiel (BAM) werd in fases uitgevoerd. In een eerste fase, die liep van 2008 tot 2014, werden de eerste vier bruggen vanaf het Straatsburgdok verhoogd. Tegelijkertijd werd de doorgang onder de bruggen verbreed. In een tweede fase, die liep vanaf 2014, werden de Deurnebrug in Deurne en de Hoogmolenbrug aangepakt en werden plannen gemaakt om ter hoogte van de Kruiningenstraat een nieuwe fietsers- en voetgangersbrug te bouwen, de Kruiningenbrug.
Voor de nieuwe Hoogmolenbrug werden in het verleden reeds verschillende alternatieven voorgesteld:
- een brug op dezelfde plaats als de huidige brug;
- een brug ter hoogte van de Kruiningenstraat met een rotonde op 8 meter hoogte en met een diameter van 70 meter, die zou aansluiten op een nieuw aan te leggen verbindingsweg tussen de Bredabaan en de Bisschoppenhoflaan;
- een tunnel onder het Albertkanaal ter hoogte van de reservatiestrook van de A102 (de grote ring rond Antwerpen);[3]
- een brug in het verlengde van de Sluizenstraat. Uiteindelijk werd de nieuwe Hoogmolenbrug gebouwd op ruim 200m oostelijk van de brug uit 1965, met aansluiting op de Metropoolstraat langs het kanaal.

De oude brug werd van 13 tot 24 juni 2022 afgebroken, en de reeds op 16 januari 2022 geplaatste nieuwe brug werd op 24 juni 2022 in gebruik genomen. Deze stalen boogbrug is 128 meter lang, 22 meter hoog, 20 meter breed, en weegt duizend ton. Het was de 55e van 62 bruggen over het Albertkanaal die vervangen werden.